# Nothoceros giganteus
Nothoceros giganteus là một loài rêu trong họ Anthocerotaceae. Loài này được Lehm. & Lindenb. J. Haseg. ex J. C. Villarreal, Hässel de Menéndez & N. Salazar mô tả khoa học đầu tiên năm 2007.